# 拉沃斯
拉沃斯，是西班牙加泰罗尼亚赫罗纳省的一个市镇。总面积45平方公里，总人口166人（2001年），人口密度4人/平方公里。